# 日本ハビタット協会
特定非営利活動法人日本ハビタット協会（にほんハビタットきょうかい）、英文名称：JAPAN HABITAT ASSOCIATION、略称：JHA）は、国連ハビタットが実施している、人間居住問題の広報活動や居住分野における国際協力活動を行っている特定非営利活動法人である。
都市化、災害、紛争などにより居住環境が悪化した状況を改善するため、国連ハビタットが世界的な活動を展開しており、日本ハビタット協会はその支援団体のひとつである。具体的には、「全ての人に快適な居住を」求めてスラムなどに対する不法な強制立ち退きをなくそうという運動を行っている。一方、「都市ガバナンス・キャンペーン」では、貧困層を含む全ての人々が都市生活の利益を享受できるような「市民参加型のまち」を目指している。
日本ハビタット協会は、2001年に特定非営利活動法人（NPO）として設立され、2010年には国税庁長官による認定特定非営利活動法人（認定NPO法人）として認定を受けている。
本協会の副会長であるマリ・クリスティーヌは国連ハビタット・ナイロビ本部より2000年6月21日付文書にて国連ハビタット親善大使に任命され2015年1月まで務めた。

## 組織
- 東京本部：東京都千代田区麹町一丁目12番地　ふくおか会館1階
- 福岡支部：福岡県福岡市
- 代表理事会長：中村徹（成田国際空港株式会社前顧問）